# Neil Young
Neil Percival Young (Toronto, 12 de novembro de 1945) é um músico e compositor de origem canadense, que fez sua carreira nos Estados Unidos. Conhecido por sua voz suave e suas letras pungentes, Young é uma lenda do rock americano, mas seu estilo musical também inclui o folk e o country rock, alternando com álbuns mais "pesados" em que algumas músicas se aproximam do hard rock, com guitarras "sujas" e longos solos improvisados com muita distorção. Seus shows são verdadeiras celebrações de rock usualmente acompanhado da banda Crazy Horse desde o início de sua carreira. Foi considerado o 17º melhor guitarrista do mundo pela revista norte-americana Rolling Stone.

## Biografia
Neil Percival Young nasceu em Toronto, no Canadá, filho de Scott Alexander Young (1918-2005), um renomado escritor e jornalista canadense, e Edna Blow Ragland (1918-1990). Após o nascimento de Young, eles se mudaram para Omemee, Ontário. Devido a separação dos pais, mudou-se para Winnipeg, capital da província de Manitoba, localizada na região central do Canadá. Começou sua carreira tocando no circuito folk/rock local. 
No começo dos anos cinquenta, ele sofreu com poliomielite, durante uma grave crise dessa doença em Ontário. Já na metade dessa década, com a idade de dez ou onze anos, o jovem foi atraído para uma variedade de gêneros musicais, incluindo rock and roll, rockabilly, doo-wop, R&B, country e western pop. 
Ele ouvia a música pop na estação de rádio CHUM, em seu rádio transistor , quando era garoto. Young afirmou em entrevistas que idolatrava Elvis Presley e esforçou-se para ser como ele. Ao ser entrevistado pela Guitare & Claviers Magazine, Neil afirmou que a vida de Presley inspirou algumas de suas canções mais famosas, como "Hey, Hey, My, My" e "He Was The King". 
Young admirava Chuck Berry e Little Richard e adorava assisti-los na televisão. Ele disse em uma entrevista com McDonough que os grupos e artistas que descobriu mais influentes no início de sua carreira foram: Elvis Presley, Fats Domino, The Chantels, The Monotones, Ronnie Self, The Fleetwoods, Chuck Berry, Little Richard, Jerry Lee Lewis Johnny Cash, e Grant Gogi.
Em 1965 resolveu voltar para Toronto, onde em 1966 se juntou à banda The Mynah Birds, que contava na formação com Rick James e Bruce Palmer, gravando alguns compactos. Após isso, mudou-se para Los Angeles com Bruce Palmer, e juntamente com Stephen Stills, formou o Buffalo Springfield, uma banda de folk-rock inovadora, mas que na época teve apenas uma relativa repercussão (seu trabalho só foi de fato reconhecido mais tarde). Quando o grupo acabou em 1968, Young partiu para a carreira solo. De seus álbuns iniciais, Everybody Knows this is nowhere (1969) e o essencial After the Gold Rush (1970) foram aclamados pela crítica, ao mesmo tempo em que aceitou participar do Crosby, Stills & Nash, como membro efetivo. Acrescido de Young no nome, o quarteto fez muito sucesso nos anos 1969/70, principalmente com o álbum Deja Vu. Após uma turnê pelos EUA, separaram-se amigavelmente; Neil Young voltaria ocasionalmente a gravar com os ex-companheiros.

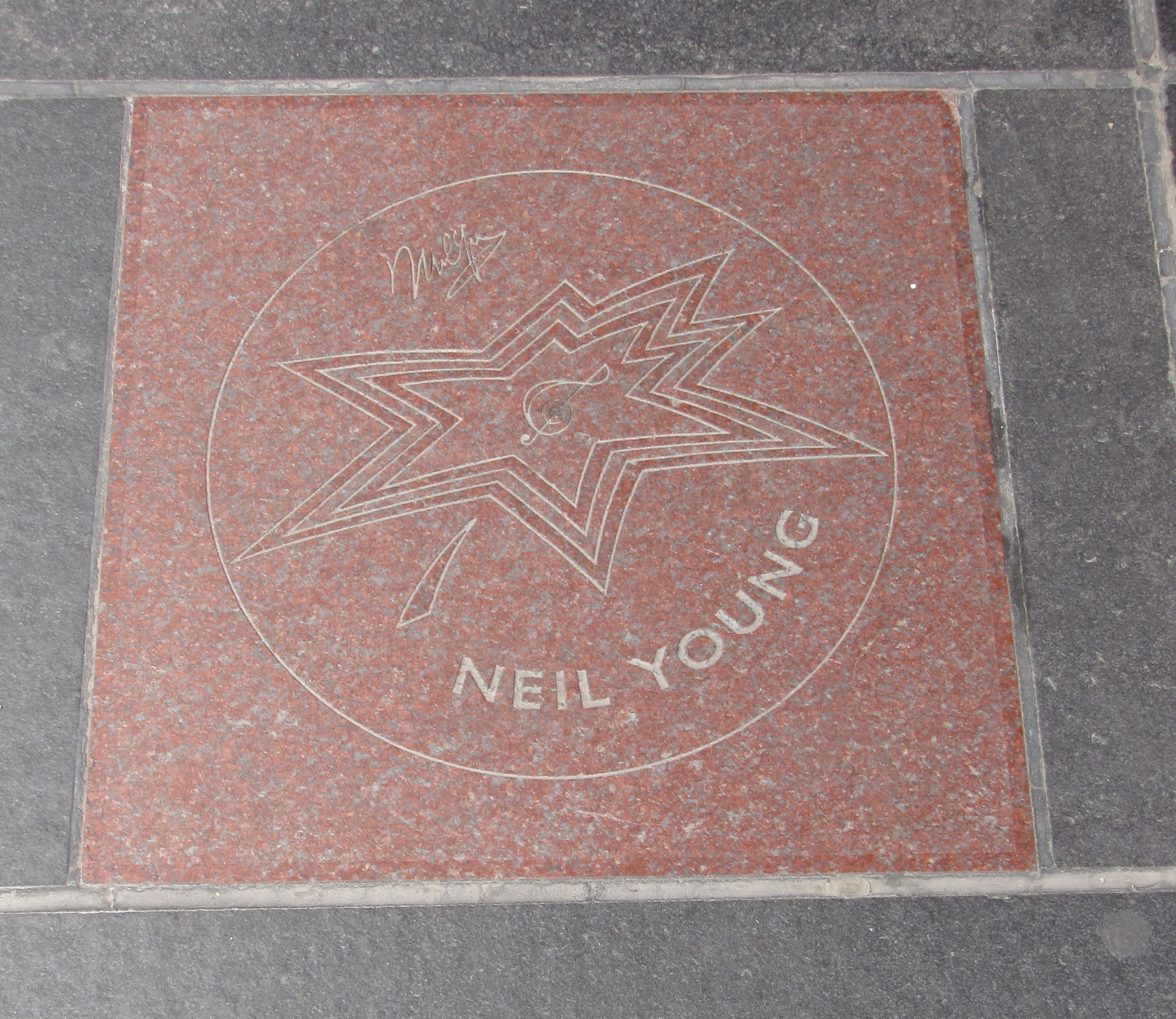
Estrela de Neil Young na Calçada da fama do Canadá.

O espetacular sucesso comercial de Harvest (1972), tornou Young um "superstar" do folk-rock, mas a morte de dois amigos seus neste mesmo ano, o guitarrista Danny Whitten e o roadie Bruce Berry o colocaram numa longa fase depressiva, em que envolveu-se com drogas e álcool, acabando por influenciar seu trabalho. Os álbuns gravados neste período são marcados por temas como a morte, a solidão, a loucura, as drogas, trazendo um som mais áspero, cru e pesado, que o afastaram do grande público e descontentaram a crítica. Entre 1973 e 1975, lançou o que é considerada a sua "trilogia suja" (dirty trilogy), bem representativa de sua fase emocional na época: Time Fades Away, On The Beach e Tonight's The Night; à época bastante criticados, hoje são considerados grandes clássicos dos anos 70 e de sua discografia. Esta fase em parte é rompida com Zuma, gravado com a Crazy Horse e lançado em 1975. No ano seguinte Young se juntou a Stephen Stills para gravar o disco Long May You Run, misturando diversos estilos como o rock e a música caribenha de Stills. Nesse mesmo ano, ele participou do show The Last Waltz, ao lado de Bob Dylan, Van Morrison e outros. Seu retorno às raízes se deu principalmente em Comes a time (1978), um celebrado álbum embasado no country. Influenciado pelo impacto cultural do punk, Neil Young lança Rust Never Sleeps (1979), uma elegia ao espírito do rock'roll, seguido de Live Rust, considerado por muitos como seu melhor álbum ao vivo. 
Nos anos 80, Neil Young desenvolveu uma carreira errática, gravando álbuns de rockabilly, country (Hawks and Doves, de 1980, e Old Ways, de 1984), música eletrônica e blues, não se fixando numa linha de atuação. O álbum Freedom (1989) o recoloca em evidência, depois de um período de obscuridade e marca uma retomada bem-sucedida da carreira. "Rockin' in the Free World" é a música-símbolo desta nova fase, assim como a crescente preocupação política de Young, marcada principalmente pelas críticas ao então presidente dos EUA, George H.W. Bush.
Nos anos 1980/1990 destacou-se ainda pela aproximação de Neil Young com a nova geração do rock pesado, principalmente com o movimento grunge. Em 1989, um disco-tributo ao guitarrista contou com a participação de artistas como Nick Cave, Dinosaur Jr. e Pixies. Influenciado por Sonic Youth (que também participou do disco-tributo), gravou os discos ao vivo Weld, em 1991, enquanto o álbum Arc (também de 1991) contou com a participação do guitarrista Thurston Moore. O maior marco desse diálogo de Young com novas bandas foi o disco Mirror Ball, gravado em parceria com o Pearl Jam em 1995, assim como a turnê em conjunto com a banda liderada por Eddie Vedder. Embora os anos 90 para Young foram marcados pelo grunge, ele lançou um aclamado álbum de country chamado Harvest Moon, em 1992, com a banda Stray Gators, com a qual não tocava desde o fim dos anos 70. Esse álbum é considerado pela crítica como um dos melhores álbuns já feitos por Neil, estando na lista dos "500 álbuns definitivos do Rock'n'Roll Hall Of Fame". 
Nos anos 2000, Neil Young continuou com uma carreira ativa e, principalmente durante o governo de George W. Bush, intensificou as críticas à política dos EUA. O maior representante dessa fase é o álbum Living With War de 2006, que fazia dura críticas à Bush e sua administração, como por exemplo a "Guerra ao Terror".
Seu mais recente álbum de estúdio é "Colorado", gravado com a banda Crazy Horse e lançado em 25 de outubro de 2019

## Discografia

### Com Crosby, Stills, Nash & Young
- 1970 Déjà Vu
- 1971 Four Way Street (ao vivo)
- 1974 So Far (coletânea)
- 1988 American Dream
- 1999 Looking Forward
- 2008 CSNY-Déjà Vu Live
- 2014 CSNY 1974

### Com Buffalo Springfield
- 1967 Buffalo Springfield
- 1967 Buffalo Springfield Again
- 1968 Last Time Around
- 1973 Buffalo Springfield (compilação)
- 2001 Buffalo Springfield (box set)

### Solo
- 1968 Neil Young
- 1969 Everybody Knows This Is Nowhere (com Crazy Horse)
- 1970 After the Gold Rush
- 1972 Harvest (com The Stray Gators)
- 1972 Journey Through the Past
- 1973 Time Fades Away (com The Stray Gators)
- 1973 Tonight's the Night (com The Santa Monica Flyers, editado apenas em 1975)
- 1974 On the Beach
- 1975 Zuma (com Crazy Horse)
- 1976 Long May You Run (com Stephen Stills, the "Stills-Young Band")
- 1977 American Stars'n'Bars
- 1977 Decade
- 1978 Comes A Time
- 1979 Rust Never Sleeps (Com Crazy Horse)
- 1979 Live Rust (ao vivo, com Crazy Horse)
- 1980 Where the Buffalo Roam (trilha Sonora)
- 1980 Hawks and Doves
- 1981 Re-ac-tor (com Crazy Horse)
- 1982 Trans
- 1983 Everybody's Rockin' (com Shocking Pinks)
- 1985 Old Ways
- 1986 Landing on Water
- 1987 Life (com Crazy Horse)
- 1988 This Note's For You (com The Bluenotes)
- 1989 Eldorado (EP) (com The Restless)
- 1989 Freedom
- 1990 Ragged Glory (com Crazy Horse)
- 1991 Weld (ao vivo, com Crazy Horse)
- 1991 Arc (ao vivo, com Crazy Horse)
- 1992 Harvest Moon (com The Stray Gators)
- 1993 Lucky Thirteen
- 1993 Unplugged
- 1994 Sleeps With Angels (com Crazy Horse)
- 1995 Mirror Ball (com Pearl Jam)
- 1996 Dead Man (trilha sonora)
- 1996 Broken Arrow (com Crazy Horse)
- 1997 Year of the Horse (ao vivo, com Crazy Horse)
- 2000 Silver & Gold
- 2000 Road Rock Vol. 1
- 2002 Are You Passionate? (com Booker T. & the MG's)
- 2003 Greendale (com Crazy Horse)
- 2004 Greatest Hits
- 2005 Prairie Wind
- 2006 Living With War
- 2006 Live At Fillmore East 1970-2006 (com Crazy Horse)
- 2007 Chrome Dreams II"
- 2008 Sugar Mountain – Live at Canterbury House 1968 (ao vivo, solo)
- 2009 Fork in the Road
- 2009 Dreamin' Man Live' 92 (ao vivo, solo)
- 2010 Le Noise
- 2011 A Treasure (ao vivo, com International Harverters)
- 2012 Americana (com Crazy Horse)
- 2012 Psychedelic Pill (com Crazy Horse)
- 2013 Live at the Cellar Door (ao vivo, solo)
- 2014 A Letter Home
- 2014 Storystone
- 2015 The Monsanto Years (com Lukas Nelson & Promise of the Real)
- 2015 The Bluenote Café (ao vivo, com The Bluenotes)
- 2016 Earth (ao vivo, com The Promise of the Real)
- 2016 Peace Trail
- 2017 Hitchhiker (gravado em 1976)
- 2017 The Visitor (com Promise of the Real)
- 2018 Paradox (trilha sonora)
- 2018 Roxy: Tonight's the Night Live (ao vivo, com The Santa Monica Flyers)
- 2018 Songs for Judy (ao vivo, solo)
- 2019 Tuscaloosa (ao vivo, com The Stray Gators)
- 2019 Colorado (com Crazy Horse)
- 2020 Homegrown (gravado em 1974)
- 2022 Toast (com Crazy Horse) (gravado em 2001)